# Acronicta rosca
Acronicta rosca là một loài bướm đêm trong họ Noctuidae.